# Meldal
Meldal là một đô thị hạt Trøndelag, Na Uy.
Meldal là một phần của khu vực Orkdalen. Trung tâm hành chính của đô thị này là làng Meldal. Meldal được thành lập như khu đô thị ngày 1 tháng 1 năm 1838 (xem formannskapsdistrikt). Rennebu đã được tách ra từ Meldal năm 1839. Đô thị này nổi tiếng nhất cho hoạt động khai thác mỏ tại Løkken Verk, là nơi sinh của các công ty khai thác mỏ Orkla, nay là Orkla Group.
Tiếng Na Uy cũ của tên gọi là Meðaldalr. Yếu tố đầu tiên là huy chương có nghĩa là "trung bình" và các yếu tố cuối cùng là dalr có nghĩa là "thung lũng" hoặc "dale". Đô thị này được đặt tên này có lẽ bởi vì nó nằm ở giữa thung lũng Orkdalen.